# LMFA11 2018
La LMFA11 2018 (ufficialmente 2018-2019) è la 4ª edizione del campionato di football americano, organizzato dalla FMFA.

## Squadre partecipanti
| Club                  | Città       | Stadio | Sponsor ufficiale | Risultato nella stagione 2017 |
| --------------------- | ----------- | ------ | ----------------- | ----------------------------- |
| Camioneros de Coslada | Coslada     |        |                   |                               |
| Madrid Capitals       | Madrid      |        |                   |                               |
| Tres Cantos Jabatos   | Tres Cantos |        |                   |                               |

## Stagione regolare

### Calendario

#### 1ª giornata
| Madrid 28 ottobre 2018, ore 10:00 | Madrid Capitals | 7 – 20 | Tres Cantos Jabatos | Polideportivo Palomeras |

#### 2ª giornata
| Tres Cantos 11 novembre 2018, ore 16:00 | Tres Cantos Jabatos | 7 – 47 | Camioneros de Coslada | Polideportivo de La Luz |

#### 3ª giornata
| Coslada 25 novembre 2018, ore 12:00 | Camioneros de Coslada | 37 – 0 | Madrid Capitals | Polideportivo Valleaguado |

### Classifica
La classifica della regular season è la seguente:
- PCT = percentuale di vittorie, G = partite giocate, V = partite vinte,  P = partite perse, PF = punti fatti, PS = punti subiti

| Pos. | Squadra               | PCT   | G | V | N | P | PF | PS |
| ---- | --------------------- | ----- | - | - | - | - | -- | -- |
| 1    | Camioneros de Coslada | 1.000 | 2 | 2 | 0 | 0 | 84 | 7  |
| 2    | Tres Cantos Jabatos   | .500  | 2 | 1 | 0 | 1 | 27 | 54 |
| 3    | Madrid Capitals       | .000  | 2 | 0 | 0 | 2 | 7  | 57 |

## IV Final de la LMFA11
| Coslada 15 dicembre 2018, ore 12:00 | Camioneros de Coslada | 51 – 0 | Tres Cantos Jabatos | Polideportivo Valleaguado |

## Verdetti
- Camioneros de Coslada Campioni della LMFA11 (2º titolo)